# Tanacetum haradjanii
Tanacetum haradjanii là một loài thực vật có hoa trong họ Cúc. Loài này được (Rech.f.) Grierson miêu tả khoa học đầu tiên năm 1975.